# Сьродонь (гміна Новий Дунінув)
Сьродонь (пол. Środoń) — село в Польщі, у гміні Новий Дунінув Плоцького повіту Мазовецького воєводства.
Населення — 62 особи (2011).
У 1975-1998 роках село належало до Плоцького воєводства.

## Демографія
Демографічна структура станом на 31 березня 2011 року:
|          | Загалом | Допрацездатний вік | Працездатний вік | Постпрацездатний вік |
| -------- | ------- | ------------------ | ---------------- | -------------------- |
| Чоловіки | 36      | 8                  | 24               | 4                    |
| Жінки    | 26      | 1                  | 17               | 8                    |
| Разом    | 62      | 9                  | 41               | 12                   |